# 钱湖路
钱湖路，是浙江省宁波市的一条道路，因东钱湖而得名，以鄞县大道为界分为钱湖北路、钱湖南路，起点位于中兴南路，终点位于庆元大道、沧海南路，全长6.48公里:340，中兴南路至鄞县大道段于1998年通车，鄞县大道至泰康东路段于2000年通车:217，泰康东路至鄞州大道段于2010年通车，鄞州大道至庆元大道段于2020年通车。

## 主要相交道路
- 钱湖北路：
  - 中兴南路
  -  杭甬高速鄞州互通
  - 麦德龙路
  - 西：嵩江中路、东：嵩江东路
  - 西：堇山中路、东：堇山东路
  - 西：四明中路、东：四明东路
  - 西：贸城中路、东：贸城东路
- 钱湖南路：
  - 鄞县大道
  - 求是路
  - 西：首南中路、东：首南东路
  - 西：日丽中路、东：日丽东路
  - 西：泰康中路、东：泰康东路
  - 鄞州大道
  - 句章东路
  - 金峨东路
  - 庆元大道、沧海南路